# Persone di nome Ann
| Questa pagina contiene informazioni ricavate automaticamente dalle voci biografiche con l'ausilio del template Bio e di un bot. L'aggiornamento è periodico e automatico e ricostruisce completamente la pagina. Se manca una persona in questa lista, sei pregato di non aggiungerla, ma accertati piuttosto che la sua voce biografica contenga il template Bio e che i dati anagrafici siano correttamente compilati. Se il template Bio manca, inseriscilo tu stesso o, in alternativa, metti l'avviso {{tmp\|Bio}} che ne segnala la mancanza. Se i dati riportati sono sbagliati, correggi direttamente la voce biografica; le modifiche saranno visibili in questa lista entro pochi giorni. Per chiarimenti vedi il progetto antroponimi. La lista contiene solo le 145 persone che sono citate nell'enciclopedia e per le quali è stato implementato correttamente il template Bio. Pagina aggiornata al 6 ago 2025. |

Questa è una lista di persone presenti nell'enciclopedia che hanno il nome Ann, suddivise per attività principale.

## Allenatrici di tennis(1)
- Ann Grossman, allenatrice di tennis e ex tennista statunitense (Grove City, n. 1970)

## Animatrici(1)
- Ann Sullivan, animatrice statunitense (Fargo, n. 1929 - Woodland Hills, † 2020)

## Attiviste(1)
- Ann Atwater, attivista statunitense (Hallsboro, n. 1935 - Durham, † 2016)

## Attrici(41)
- Ann Beach, attrice britannica (Wolverhampton, n. 1938 - Londra, † 2017)
- Ann Blyth, attrice e cantante statunitense (Mount Kisco, n. 1928)
- Ann Carter, attrice statunitense (Syracuse, n. 1936 - North Bend, † 2014)
- Ann Christy, attrice statunitense (Logansport, n. 1905 - Vernon, † 1987)
- Annie Cotton, attrice e cantante canadese (Laval, n. 1975)
- Ann Crumb, attrice e cantante statunitense (Charleston, n. 1950 - Media, † 2019)
- Ann Cusack, attrice statunitense (New York, n. 1961)
- Ann Davies, attrice britannica (Hornchurch, n. 1934 - Londra, † 2022)
- Ann B. Davis, attrice statunitense (Schenectady, n. 1926 - San Antonio, † 2014)
- Ann Doran, attrice statunitense (Amarillo, n. 1911 - Carmichael, † 2000)
- Ann Dowd, attrice statunitense (Holyoke, n. 1956)
- Ann Duquesnay, attrice, cantante e compositrice statunitense
- Ann Dvorak, attrice statunitense (New York, n. 1911 - Honolulu, † 1979)
- Ann Emery, attrice, cantante e ballerina inglese (Londra, n. 1930 - Londra, † 2016)
- Lee Garlington, attrice statunitense (Teaneck, n. 1953)
- Ann Gillespie, attrice statunitense
- Ann Gillis, attrice statunitense (Little Rock, n. 1927 - Horam, † 2018)
- Ann Morgan Guilbert, attrice statunitense (Minneapolis, n. 1928 - Los Angeles, † 2016)
- Ann Harada, attrice e cantante statunitense (Honolulu, n. 1964)
- Maya Hazen, attrice giapponese (Tokyo, n. 1978)
- Ann Jillian, attrice statunitense (Cambridge, n. 1950)
- Ann Eleonora Jørgensen, attrice danese (Hjørring, n. 1965)
- Ann Little, attrice statunitense (Mount Shasta, n. 1891 - Los Angeles, † 1984)
- Ann May, attrice statunitense (Cincinnati, n. 1899 - Los Angeles, † 1985)
- Ann Miller, attrice, ballerina e cantante statunitense (Chireno, n. 1923 - Los Angeles, † 2004)
- Ann Mitchell, attrice britannica (Londra, n. 1939)
- Ann Morrison, attrice statunitense (Sioux City, n. 1956)
- Ann Murdock, attrice statunitense (Port Washington, n. 1890 - Lucerna, † 1939)
- Ann Petrén, attrice svedese (Västerås, n. 1954)
- Ann Prentiss, attrice statunitense (San Antonio, n. 1939 - Chowchilla, † 2010)
- Ann Reinking, attrice, ballerina e coreografa statunitense (Seattle, n. 1949 - Seattle, † 2020)
- Ann Richards, attrice australiana (Sydney, n. 1917 - Torrance, † 2006)
- Ann Robinson, attrice statunitense (Los Angeles, n. 1929)
- Ann Savage, attrice statunitense (Columbia, n. 1921 - Los Angeles, † 2008)
- Ann Shoemaker, attrice statunitense (New York, n. 1891 - Los Angeles, † 1978)
- Ann Hearn, attrice statunitense (Griffin, n. 1953)
- Ann Skelly, attrice irlandese (Wexford, n. 1996)
- Ann Sothern, attrice statunitense (Valley City, n. 1909 - Ketchum, † 2001)
- Ann Todd, attrice inglese (Hartford, n. 1909 - Londra, † 1993)
- Ann E. Todd, attrice statunitense (Denver, n. 1931 - San Francisco, † 2020)
- Ann Wedgeworth, attrice statunitense (Abilene, n. 1934 - New York, † 2017)

## Attrici pornografiche(1)
- Ann Marie Rios, ex attrice pornografica statunitense (Santa Clarita, n. 1981)

## Biatlete(2)
- Ann Kristin Flatland, ex biatleta norvegese (Oslo, n. 1982)
- Ann Elen Skjelbreid, ex biatleta norvegese (Bergen, n. 1971)

## Calciatrici(2)
- Ann Kristin Aarønes, ex calciatrice norvegese (Ålesund, n. 1973)
- Mimmi Larsson, calciatrice svedese (n. 1994)

## Canottiere(1)
- Ann Haesebrouck, ex canottiera belga (Bruges, n. 1963)

## Cantanti(7)
- Lizzie, cantante faroese (Tórshavn, n. 1982)
- Ann Christy, cantante belga (Anversa, n. 1945 - Meise, † 1984)
- Ann Magnuson, cantante, disc jockey e attrice statunitense (Charleston, n. 1956)
- Ann Peebles, cantante statunitense (Kinloch, n. 1947)
- Ann Stephens, cantante e attrice inglese (Londra, n. 1932 - † 1966)
- Ann Wilson, cantante, polistrumentista e compositrice statunitense (San Diego, n. 1950)
- Ann Winsborn, cantante svedese (Malmö, n. 1981)

## Cantautrici(2)
- Ann Hampton Callaway, cantautrice statunitense (Chicago, n. 1958)
- Annie Lennox, cantautrice e polistrumentista britannica (Aberdeen, n. 1954)

## Cestiste(7)
- Kadidja Andersson, ex cestista svedese (Vällingby, n. 1980)
- Ann Feldreich, ex cestista svedese (Stoccolma, n. 1958)
- Muffet McGraw, ex cestista e allenatrice di pallacanestro statunitense (Pottsville, n. 1955)
- Ann Meyers, ex cestista, dirigente sportivo e giornalista statunitense (San Diego, n. 1955)
- Ann Misiewicz, ex cestista australiana (n. 1955)
- Ann Strother, ex cestista e dirigente sportiva statunitense (Castle Rock, n. 1983)
- Ann Wauters, ex cestista e allenatrice di pallacanestro belga (Sint-Niklaas, n. 1980)

## Compositrici(1)
- Ann Millikan, compositrice statunitense (Contea di San Diego, n. 1963)

## Costumiste(2)
- Ann Hould-Ward, costumista statunitense (Glasgow, n. 1954)
- Ann Roth, costumista statunitense (Hanover, n. 1931)

## Criminali(1)
- Madame Restell, criminale britannica (Painswick, n. 1812 - New York, † 1878)

## Danzatrici(2)
- Ann Hutchinson, ballerina e coreografa statunitense (New York, n. 1918 - Londra, † 2022)
- Ann Pennington, ballerina e attrice statunitense (Wilmington, n. 1893 - New York, † 1971)

## Dirigenti d'azienda(2)
- Ann Mather, dirigente d'azienda statunitense (Stockport, n. 1960)
- Ann Sarnoff, manager statunitense (n. 1961)

## Esploratrici(1)
- Ann Bancroft, esploratrice, scrittrice e insegnante statunitense (Mendota Heights, n. 1955)

## Fumettiste(2)
- Ann Nocenti, fumettista, scrittrice e giornalista statunitense (New York, n. 1957)
- Ann Telnaes, fumettista statunitense (Stoccolma, n. 1960)

## Giocatrici di curling(1)
- Ann Urquhart, ex giocatrice di curling e dirigente sportiva britannica (Oldham, n. 1949)

## Giornaliste(1)
- Ann Curry, giornalista e fotoreporter statunitense (Hagåtña, n. 1956)

## Judoka(1)
- Ann Simons, ex judoka belga (Tongeren, n. 1980)

## Marciatrici(1)
- Ann Jansson, ex marciatrice svedese (n. 1958)

## Medici(1)
- Ann Preston, medico, docente e attivista statunitense (West Grove, n. 1813 - Filadelfia, † 1872)

## Mezzofondiste(1)
- Ann Packer, ex mezzofondista e velocista britannica (Moulsford, n. 1942)

## Mezzosoprani(2)
- Ann Howard, mezzosoprano britannico (Londra, n. 1934 - Surbiton, † 2014)
- Ann Murray, mezzosoprano irlandese (Dublino, n. 1949)

## Mistiche(1)
- Ann Lee, mistica britannica (Manchester, n. 1736 - Watervliet, † 1784)

## Modelle(3)
- Ann Sydney, modella, attrice e conduttrice televisiva britannica (Poole, n. 1944)
- Ann Van Elsen, modella belga (Mol, n. 1979)
- Ann Ward, modella statunitense (Dallas, n. 1991)

## Nobildonne(2)
- Ann Cunningham, nobildonna scozzese († 1649)
- Fortune FitzRoy, duchessa di Grafton, nobildonna inglese (Sussex, n. 1920 - Londra, † 2021)

## Nuotatrici(2)
- Ann Curtis, nuotatrice statunitense (San Francisco, n. 1926 - San Rafael, † 2012)
- Ann Osgerby, ex nuotatrice britannica (Preston, n. 1963)

## Orientaliste(1)
- Ann Lambton, orientalista britannica (n. 1912 - Kirknewton, † 2008)

## Politiche(11)
- Ann Marie Buerkle, politica e avvocato statunitense (Auburn, n. 1951)
- Ann Clwyd, politica britannica (Halkyn, n. 1937 - Cardiff, † 2023)
- Ann Kirkpatrick, politica e avvocato statunitense (McNary, n. 1950)
- Ann Linde, politica svedese (Helsingborg, n. 1961)
- Ann McLane Kuster, politica e avvocato statunitense (Concord, n. 1956)
- Ann McLaughlin Korologos, politica, dirigente d'azienda e gallerista statunitense (Chatham Borough, n. 1941 - Salt Lake City, † 2023)
- Ann Stepan, politica statunitense (Chicago, n. 1943 - Beverly Shores, † 2015)
- Ann Veneman, politica statunitense (Modesto, n. 1949)
- Pernille Vermund, politica e architetto danese (Copenaghen, n. 1975)
- Ann Wagner, politica e ambasciatrice statunitense (Saint Louis, n. 1962)
- Ann Widdecombe, politica, scrittrice e personaggio televisivo britannica (Bath, n. 1947)

## Produttrici televisive(1)
- Ann Druyan, produttrice televisiva e regista statunitense (Queens, n. 1949)

## Pugili(1)
- Ann Wolfe, ex pugile statunitense (Oberlin, n. 1971)

## Registe(2)
- Ann Hui, regista cinese (Anshan, n. 1947)
- Ann Sirot e Raphaël Balboni, regista e sceneggiatrice francese (Parigi, n. 1980)

## Schermitrici(2)
- Ann Marsh, schermitrice statunitense (Royal Oak, n. 1971)
- Ann O'Donnell, ex schermitrice statunitense (Bayonne, n. 1947)

## Sciatrici alpine(4)
- Ann Black, ex sciatrice alpina statunitense (n. 1950)
- Ann Melander, ex sciatrice alpina svedese (Lund, n. 1961)
- Ann Taciuk, ex sciatrice alpina canadese
- Ann West, ex sciatrice alpina statunitense (n. 1987)

## Scrittrici(17)
- Ann Arensberg, scrittrice statunitense (Pittsburgh, n. 1937 - Sharon, † 2022)
- Ann Beattie, scrittrice statunitense (Washington, n. 1947)
- Ann Brashares, scrittrice statunitense (Alexandria, n. 1967)
- Ann Cleeves, scrittrice britannica (Hereford, n. 1954)
- Catherine Cookson, scrittrice inglese (South Shields, n. 1906 - Newcastle upon Tyne, † 1998)
- Ann Coulter, scrittrice e opinionista statunitense (New York, n. 1961)
- Ann Marie Di Mambro, scrittrice e drammaturga scozzese (Glasgow, n. 1950)
- Ann Marston, scrittrice canadese (Moose Jaw)
- Ann Leckie, scrittrice statunitense (Toledo, n. 1966)
- Ann M. Martin, scrittrice statunitense (Princeton, n. 1955)
- Ann Packer, scrittrice statunitense (Stanford, n. 1959)
- Ann Patchett, scrittrice statunitense (Los Angeles, n. 1963)
- Philippa Pearce, scrittrice inglese (n. 1920 - † 2006)
- Ann Radcliffe, scrittrice britannica (Holborn, n. 1764 - Holborn, † 1823)
- Ann Rule, scrittrice e poliziotta statunitense (Lowell, n. 1931 - Burien, † 2015)
- Ann Scott, scrittrice francese (Parigi, n. 1965)
- Ann Bannon, scrittrice statunitense (Joliet, n. 1932)

## Scrittrici di fantascienza(1)
- Ann Carol Crispin, scrittrice di fantascienza statunitense (Stamford, n. 1950 - Waldorf, † 2013)

## Soprani(1)
- Ann Turner Robinson, soprano inglese (Londra, † 1741)

## Stiliste(1)
- Ann Demeulemeester, stilista belga (Kortrijk, n. 1959)

## Tenniste(6)
- Ann Devries, ex tennista e allenatrice di tennis belga (Bree, n. 1970)
- Ann Haydon-Jones, ex tennista e tennistavolista britannica (Birmingham, n. 1938)
- Ann Henricksson, ex tennista statunitense (Stati Uniti d'America, n. 1959)
- Ann Kiyomura, ex tennista statunitense (San Mateo, n. 1955)
- Ann Lebedeff, ex tennista statunitense (n. 1951)
- Ann Li, tennista statunitense (King of Prussia, n. 2000)

## Traduttrici(1)
- Ann Goldstein, traduttrice statunitense (n. 1949)

## Senza attività specificata(3)
- Ann Jenner, ex ballerina britannica (Ewell, n. 1944)
- Ann Wilson, ex pentatleta britannica (Rochford, n. 1949)
- Ann Eliza Young, statunitense (Nauvoo, n. 1844 - † 1925)